# Jamie Uys
Jamie Uys, celým jménem Jacobus Johannes Uys (30. května 1921, Boksburg, Jihoafrická republika – 29. ledna 1996, Johannesburg), byl jihoafrický filmový režisér a scenárista. Debutoval v roce 1951 a celkem režíroval 24 filmů, mimo jiné i film Bohové musejí být šílení.

## Život a kariéra
Miloval přírodu a často utíkal z rušného Johannesburgu, kde žil. Měl skromný příbytek na Paradise Beach v klidné pobřežní oblasti 5 km západně od města Jeffreys Bay, známé surfařské destinace. V domku vzdáleném 300 m od moře nebyla zavedena elektřina, svítilo se svíčkami a později plynovými lampami. Byl vášnivým amatérským botanikem, sbíral rostliny do svého herbáře. Byl ale také zapáleným leteckým modelářem; tímto koníčkem trávil při návštěvách Paradise Beach mnoho času. Na přelomu 70. a 80. let si Uys pořídil na pobřeží luxusní dům jen několik set metrů vzdálený od svého starého příbytku.
V roce 1974 obdržel cenu Hollywood Foreign Press Association award za nejlepší dokument za film Animals Are Beautiful People, v roce 1981 pak Grand Prix na Festival International du Film de Comedy Vevey za film The Gods Must Be Crazy (Bohové musejí být šílení).
Zemřel 29. ledna 1996 na infarkt ve věku 74 let.

## Filmografie
- Daar doer in die bosveld (1951)
- Lord Oom Piet (též Lord Uncle Pete) (1962)
- Citizens of Tomorrow (1962)
- All the Way to Paris (též After You, Comrade) (1965)
- Dingaka (1965)
- The Professor and the Beauty Queen (1968)
- Lost in the Desert (též Dirkie nebo Dirkie Lost in the Desert) (1969)
- Animals Are Beautiful People (1974)
- Funny People (1979)
- The Gods Must Be Crazy (1979)
- Funny People II (1983)
- The Gods Must Be Crazy II (1989)
- Fei zhou chao ren (též The Gods Must Be Funny in China) (1994)